# Перперек
Перперек е село в Южна България. То се намира в община Кърджали, област Кърджали.

## География
Село Перперек се намира в планински район.

## Население
Численост и дял на етническите групи според преброяването на населението през 2011 г.:
|                     | Численост | Дял (в %) |
| Общо                | 706       | 100,00    |
| Българи             | 16        | 2,26      |
| Турци               | 365       | 51,69     |
| Цигани              | 236       | 33,42     |
| Други               | 0         | 0,00      |
| Не се самоопределят | 0         | 0,00      |
| Неотговорили        | 87        | 12,32     |

## Културни и природни забележителности
Училището в село Перперек е открито в 1927 година с 22 ученици и три отделения. Първоначално то се е помещавало в джамията без никакви помагала и пособия. След време училището се премества в къщата на Христо Петков.
Първата учителка е Христина Кузманова Зидарова от град Търговище. Тя е работила 3 години, а след нея Иван Лисев – една година.
За кмет на общината в село Перперек идва Люлински. По негово време започнали строежа на ново училище, което било наречено „Паисий Хилендарски“. В него се учат ученици от първи до четвърти клас. По това време учител е Никола Керанов от село Гъбарево. След него тук работят учителите Деша Трифонова, Стефан Точев, Пенка Шереметева, Руска Серджиева, а от 1952 година Василка с четири слети класа и Тасим Рашидов с ученици турчета.
През 1960 година се сливат турското и българското училище в две паралелки с по два слети класа. През 1967 година се открива още една паралелка и занималня. Назначени са още две учителки Лиляна Тончева и Костадинка Ангелова.
През 1968 година се построява нова сграда, а на 21 август 1969 година училището е напълно завършено. Носи името „Георги Димитров“. Новото училище е основно и приема 300 ученика от района на с. Перперек от първи до осми клас, които се обучават и възпитават от 16 учители.
Открит е пансион за 30 ученици от село Майсторово и село Кокиче. За първи директор на основното училище е назначен Мильо Тончев от град Пловдив.
През учебната 1991 / 1992 година училището се преименува в основно училище „Паисий Хилендарски“.
От 1994 година директор на училището е господин Недялко Петков.
По повод 70 години просветна дейност в село Перперек на 10 май 1997 година училището отпразнува своя юбилей с богата литературно-музикална програма. На тържеството присъстваха: кмета на община Кърджали – господин Румен Димитров, началника на отдел „Образование“, представители на местната власт, на РИО Кърджали, на синдикални организации, бивши директори, учители, много бивши възпитаници на учебното заведение. Събитието бе отразено в местния вестник „Нов живот“.
На 10 май 2002 година ОУ „Паисий Хилендарски“ отбеляза и 75-годишния си юбилей. За тържеството бяха дошли много представители на общината, образованието, културата, спорта, бивши директори и учители работили в същото училище. Много от тях поднесоха своите поздравления и пожелания. Изнесена бе и богата музикална програма. Голямото събитие бе известено във вестник „Репортер“.